# Кроков, Петер фон
Петер фон Кроков (нем. Peter von Krockow; 2 июня 1935, Каунас — 25 января 2018, Альценау, Бавария) — западногерманский фехтовальщик-саблист. Участник летних Олимпийских игр 1960 года.

## Биография
Петер фон Кроков родился 2 июня 1935 года в литовском городе Каунас.
Выступал в соревнованиях по фехтованию за «Германию» из Франкфурта-на-Майне.
В 1960 году вошёл в состав Объединённой германской команды на летних Олимпийских играх в Риме. В командном турнире саблистов сборная ОГК, за которую также выступали Дитер Лёр, Юрген Тойеркауфф, Вильфрид Вёлер и Вальтер Кёстнер, в группе 1/16 финала проиграла США (6:9) и победила Марокко (15:1), а затем дошла до четвертьфинала без участия фон Крокова.
Выступал за сборную ФРГ и после Олимпийских игр.
Изучал медицину. Работал оториноларингологом в клинике в городе Каль-на-Майне.
Умер 25 января 2018 года в немецком городе Альценау.